# Jesper Pingo Lindström
Anders Jesper Pingo Lindström, född 24 augusti 1973, är en svensk författare för spelfilm och seriemanus. Mest känd för att kontrollera rättigheterna till Enric Badia Romeros seriefigur Axa.
Han är också skapare och författare av kortfilmsserien The Werewolf Cult Chronicles.
Pingo äger varumärket Pingo i Sverige. Han har även producerat och skrivit långfilmen ANGRY med Bo Svenson.